# Déclaration d'utilité publique
Een Déclaration d'utilité publique, ook wel DUP, (Frans: Verklaring van publiek nut) is in het Franse recht een verklaring die door de overheid wordt afgegeven, die aangeeft dat een project van algemeen belang is. Dit betreft projecten met betrekking op infrastructuur, zoals het aanleggen en verbeteren van wegen, spoorwegen, vliegvelden etcetera), maar ook voor bijvoorbeeld scholen en woningbouw is een dergelijke verklaring nodig. Met een DUP kan de overheid onteigeningsprocedures beginnen. De verklaring is een verplichte eerste stap om een budget in een overheidsbegroting te krijgen.
De noodzaak van een dergelijke verklaring is vastgelegd in artikel 545 van de code civil, die stelt dat "nul ne peut être contraint de céder sa propriété, si ce n'est pour cause d'utilité publique et moyennant une juste et préalable indemnité(niemand kan verplicht worden afstand te doen van zijn bezit, tenzij dit noodzakelijk is voor een publiek nut en vergezeld gaat van een rechtvaardige en voorafgaande vergoeding).

## Procedure
Alvorens een DUP wordt verstrekt, zal er door de prefect eerst een publiek onderzoek moeten worden gedaan, dat veelal de vorm van een Milieueffectrapportage (etude d'impact) aanneemt, en dat minstens een maand duurt. Het onderzoek wordt uitgevoerd door een Commissaire enquêteur. Dat is meestal geen ambtenaar, maar een voor de gelegenheid ingehuurde specialist.
Na deze procedure beslist de prefectuur of de verklaring wordt afgegeven.